# アントルシャ
アントルシャ（仏：entrechat）は、バレエにおける技法の1つ。両足で踏み切って垂直に跳躍し、滞空中に両足を交差させる（打つ）動きで、両足（5番ポジション）あるいは片足（シュル・ル・ク・ド・ピエ）で着地する。足を交差させる回数によって、アントルシャ・カトル（entrechat quatre、4回）、アントルシャ・シス（entrechat six、6回）などの種類がある。バレエにおいては、男女の別なく頻繁に用いられる技法である。

## 歴史
アントルシャという単語の起源は、もともとはイタリア語のイントレッチャーレ（intrecciare）もしくはカプリオーラ・イントレッチャータ（capriola intrecciata）からといわれる。capriolaはラテン語の「caper（雄のヤギ）」から派生した言葉で、もともとは「ヤギの跳躍」を意味し、intrecciataはintrecciareの過去分詞のため、カプリオーラ・イントレッチャータは「両足を編み合わせた跳躍」を表す。アントルシャはイントレッチャータ、もしくは名詞のイントレッチョ（intreccio、編むこと、編んだものという意味）がフランス語化したものとされる。
アントルシャはもともと男性のみの踊りであったが、18世紀に入ると女性ダンサーも踊り始めた。女性ダンサーとして初めてこれを踊ったのは、1726年にパリでデビューしたマリー・カマルゴといわれる。卓越した舞踊技術の持ち主だったカマルゴは、それまで男性のみの踊りとされていたカブリオールやアントルシャ・カトル（後述）などの跳躍や素早い足技を取り入れた。カマルゴは素早いアレグロの動きを楽にこなした上で足先の細かい妙技が観客からよく見えるようにするため、当時使われていたかかと付きの舞踊靴やクジラの骨を使ったパニエで大きく膨らませた重たく非実用的なスカートを拒絶した。そしてかかとなしの舞踊靴を履き、膝から下がよく見えるようにスカートのすそを切り詰めた衣装で舞台に登場した。カマルゴの衣装改革は18世紀当時としては大胆な試みであったが、それは現代まで続くバレエ衣装改革の先駆けとなった。

## 主な種類
バレエの技法においては、跳躍してから伸ばした両足を接触させるかすれ違わせてから引き離す（交差させる）一連の動きを「足を打つ」と表現する。アントルシャは、カブリオールやブリゼとともに「打つパ」に分類され、「打つパ」はバッチュ（battu）もしくはバットゥリー（batterie）と総称される。
アントルシャは足を交差させる（打つ）回数で呼び方が異なる。回数は足を開くのと閉じるのをそれぞれ「1回」と数える。
- アントルシャ・ロワイヤル（entrechat royale）
アントルシャ・ドゥー（entrechat deux、deuxはフランス語で2の意味）とも呼ばれる[1]。右足を前にした5番ポジションから両足で踏み切って垂直に跳び、空中で足の位置を入れ替えずに打ち合わせてから足の前後を入れ替え（シャンジュマン・ド・ピエ）[注釈 5]、右脚が後ろになった5番ポジションで着地する[1][2][5]。両足の前後を入れ替えるだけのシャンジュマン・ド・ピエに対して「打つ」要素が加わることから「シャンジュマン・バッチュ」（changement battu）とも呼ばれるが、アントルシャ・ロワイヤル、あるいは単に「ロワイヤル」と呼ばれることの方が多い[1][5]。

- アントルシャ・カトル（entrechat quatre）
quatreはフランス語で4を意味する。右足を前にした5番ポジションから両足で踏み切って垂直に跳び、空中で足の前後を入れ替えると同時に打ち合わせ、再度足の前後を入れ替えて最初と同じく右足を前にした5番ポジションに着地する[1][5]。この一連の動作では、空中で足を1回交差したように見える[3]。

- アントルシャ・シス（entrechat six）
sixはフランス語で6を意味する。右足を前にした5番ポジションから両足で踏み切って垂直に跳び、空中で足の前後を入れ替えると同時に打ち合わせ、再度足の前後を入れ替えてもう1回打つ。着地は右足が後ろとなった5番ポジションに着地する[1][5]。この一連の動作では、空中で足を2回交差したように見える[3]。なお、跳躍力と瞬発力のある男性ダンサーの場合、アントルシャ・ユイット（entrechat huit、8回）も可能である[1][3]。

実際の舞台においては、女性ダンサーはアントルシャ・カトル、男性ダンサーはアントルシャ・シスが一般的である。女性ダンサーの場合は『ジゼル』第2幕でのカトルの連続や『白鳥の湖』の『4羽の白鳥の踊り』（手をつないだダンサー4人が同時にカトルを連続で行う）などが名高い。男性ダンサーでは、『眠れる森の美女』第3幕の『青い鳥のヴァリアシオン』での10連続のシスは難度が高く、作品の見せ場となっている。
なお、アントルシャには片足で着地するものも存在する。アントルシャ・トロワ（entrechat trois、3回）は右足を前にした5番ポジションから両足で踏み切って垂直に跳び、空中で足の前後を入れ替えると同時に打ち合わせ、左足で着地する。以下、サンク（cinq、5回）、セット（sept、7回）、ヌフ（neuf、9回）と続くが、可能不可能は別として足を打つ数は無限に増やし得る。片足で着地するアントルシャは着地時に右足をシュル・ル・ク・ド・ピエにした位置によって、ドゥシュー dessus（上）とドゥスー dessous（下）、またはドゥヴァン devant（前）とデリエール derriere（後ろ）がある。